# Liste des épisodes de Power Rangers : Ninja Steel
 (juin 2017).
Le contenu est difficilement compréhensible vu les erreurs de traduction, qui sont peut-être dues à l'utilisation d'un logiciel de traduction automatique.
Cet article présente le guide des épisodes de la vingt-quatrième saison de la série télévisée américaine Power Rangers, Power Rangers : Ninja Steel (2017).

## Épisodes

### Épisode 01:Le prisme
- N° de production : 832
- Titre original : Return of the Prism (trad.litt : Retour du Prisme)
- Résumé : Il y dix ans, un mystérieux prisme s'écrasa dans le jardin de Dane Romero. Celui-ci l'examina et y extrait la grande étoile Nexus Ninja. Mais le cruel Galvanax veut à tout prix s'en emparer et décide de s'en emparer, tandis que Dane se sacrifie afin sauver l'étoile Nexus. Brody, son fils, est emprisonné dans le vaisseau de Galvanax mais il s'échappe...
- Dates de diffusion :
  -  21 janvier 2017
  -  5 avril 2017 sur Canal J / 9 avril 2017 sur Gulli

### Épisode 02:Les étoiles ninja
- N° de production : 833
- Titre original : Forged in Steel (trad.litt : Forgé en acier)
- Résumé : Hayley et Calvin font la rencontre de Mick, qui est littéralement tombé du ciel. Ils sont attaqués par Ripperrat et au cours du combat, les étoiles de pouvoirs apparaissent. Brody, Preston et Sarah arrivent pour leur prêter main-forte.
- Dates de diffusion :
  -  28 janvier 2017
  -  5 avril 2017 sur Canal J / 9 avril 2017 sur Gulli

### Épisode 03:Une leçon de vie
- N° de production : 834
- Titre original : Live and Learn (trad.litt : Vis et apprend)
- Résumé : Brody pense que son émetteur peut lui servir en toutes occasions ; aussi bien pour lutter contre un monstre que pour répondre à une interrogation orale. Il va découvrir que, dans la vie, mieux vaut apprendre par soi-même et compter sur ses amis.
- Dates de diffusion :
  -  4 février 2017
  -  5 avril 2017 sur Canal J / 9 avril 2017 sur Gulli

### Épisode 04:Presto Change-O
- N° de production : 835
- Titre original : Presto Change-O
- Résumé : Preston tente une démonstration de magie devant les élèves, mais c'est un véritable échec. Il discute avec Brody et des lapins sortent miraculeusement de son chapeau. Il pense que ses années d'entraînement à devenir magicien payent enfin, mais il ne contrôle pas vraiment ses nouveaux pouvoirs. Brody lui fait comprendre qu'il doit s'en servir pour aider les autres.
- Dates de diffusion :
  -  11 février 2017
  -  5 avril 2017 sur Canal J / 1er juillet 2017 sur Gulli

### Épisode 05:Apprendre à surmonter sa peur
- N° de production : 836
- Titre original : Drive to Survive (trad.litt : Conduire pour survive)
- Résumé : Calvin révèle à ses amis qu'à la suite d'un traumatisme d'enfance il n'a jamais appris à conduire. Mais lorsque Tangleweb piège les Power Rangers, il doit surmonter sa peur et utiliser un nouveau pouvoir pour sauver l'équipe.
- Dates de diffusion :
  -  25 février 2017
  -  8 mai 2017 sur Canal J / 30 août 2017 sur Gulli

### Épisode 06:Mon ami Redbot
- N° de production : 837
- Titre original : My Friend, Redbot
- Résumé : Hayley vexe Redbot, quand elle refuse d'aller avec lui au bal du lycée, alors qu'il essayait juste d'être aussi chevaleresque que le Prince du livre qu'il venait de lire.
- Dates de diffusion :
  -  4 mars 2017
  -  8 mai 2017 sur Canal J / 30 août 2017 sur Gulli

### Épisode 07:Une chose à la fois
- N° de production : 838
- Titre original : Hack Attack (trad.litt : Attaque de piratage)
- Résumé : Sarah a mis au point une nouvelle arme, l'Holo-Projecteur, qui a le pouvoir de démultiplier celui qui la possède en clones virtuels. C'est ainsi qu'elle peut faire plusieurs choses à la fois. Mais elle ne va pas tarder à comprendre que ce n'est pas bon de s'éparpiller de la sorte.
- Dates de diffusion :
  -  18 mars 2017
  -  8 mai 2017 sur Canal J / 31 août 2017 sur Gulli

### Épisode 08:Le Ranger doré
- N° de production : 839
- Titre original : Gold Rush (trad.litt : Ruée vers l'or)
- Résumé : Les Rangers assistent à une séance dédicace de leur chanteur préféré : Levi Weston. Tous, excepté Brody, sont venus pour faire signer un autographe, tandis que Galvanax est à la recherche de l'étoile de pouvoir doré.
  -  18 mars 2017
  -  8 mai 2017 sur Canal J / 31 août 2017 sur Gulli

### Épisode 09:Sur un air de roc
- N° de production : 840
- Titre original : Rocking And Rolling (trad.litt : Basculer et Rouler)
- Résumé : Levi fait un concert mais hélas un monstre fait des tremblements de terre et détruit la salle. Les rangers sont là pour se charger de le vaincre.
- Dates de diffusion :
  -  12 août 2017
  -  1er septembre 2017 sur Canal J / 1er septembre 2017 sur Gulli

### Épisode 10:Le lien père-fils
- N° de production : 841
- Titre original : The Ranger Ribbon (trad.litt : Le Ranger Ruban)
- Résumé : Les Rangers se retrouvent à l'arbre aux rubans, pour y accrocher un ruban, symbole de leur amitié. Mais des bûcherons veulent l'abattre, sur les ordres d'un entrepreneur, le père de Preston.
- Dates de diffusion :
  -  19 août 2017
  -  1er septembre 2017 sur Canal J / 1er septembre sur Gulli

### Épisode 11:Complot empoisonné
- N° de production : 842
- Titre original : Poisonous Plots
- Résumé : Aiden raconte ce qui lui est arrivé aux Rangers. Mais un monstre attaque la ville. Brody est empoisonné par Toxitea et Odius propose au Rangers de leur donner l'antidote qui le sauvera, contre leurs étoiles de pouvoirs.
- Dates de diffusion :
  -  26 août 2017
  -  4 septembre 2017 sur Canal J / 4 septembre 2017 sur Gulli

### Épisode 12:Mon frère
- N° de production : 843
- Titre original : Family Fusion (trad.litt : Famille Fusionné)
- Résumé : Aiden complote avec Odius pour piéger Ripcon et découvrir la base secrète des Rangers. Galvanax met Ripcon au défi de vaincre nos héros. Aiden parvient à s'introduire dans la base et à blesser Levi.
- Dates de diffusion :
  -  2 septembre 2017
  -  4 septembre 2017 sur Canal J / 4 septembre 2017 sur Gulli

### Épisode 13:Mauvais joueur
- N° de production : 844
- Titre original : Ace and the Race (trad.litt : Ace et la course)
- Résumé :
- Dates de diffusion :
  -  9 septembre 2017
  -  5 septembre 2017 sur Canal J / 5 septembre 2017 sur Gulli

### Épisode 14:Royale rivale partie 1
- N° de production : 845
- Titre original : The Royal Arrival (trad.litt : Une arrivée royale)
- Résumé : Galvanax envoie la Princesse Viera de la Galaxie du Lion combattre les Rangers. Compagnon de Viera, Drillion combat les Rangers et endommage l'endroit où est Viera. En s'en apercevant, Sarah se jette sur la princesse sans se douter qu'elle est du côté de Galvanax.
- Dates de diffusion :
  -  16 septembre 2017
  -  5 septembre 2017 sur Canal J / 5 septembre 2017 sur Gulli

### Épisode 15:Un lion comme Drillion partie 2
- N° de production : 846
- Titre original : The Royal Rumble
- Résumé : Le vaisseau de la princesse Viera s'écrase dans une forêt après avoir été abattu par Galvanax. Elle s'en sort indemne mais elle a besoin de l'aide des Power Rangers pour le faire redécoller et retourner chez elle, dans la Galaxie du Lion. En échange, elle promet de les aider à battre Drillion.
- Dates de diffusion :
  -  23 septembre 2017
  -  12 septembre 2017 sur Canal J / 6 septembre 2017 sur Gulli

### Épisode 16:Les élections
- N° de production : 847
- Titre original : Monkey Business (trad.litt: Affaires de singe)
- Résumé : Hayley et Calvin se présentent tous les deux au poste de président des élèves du lycée. Mais un monstre enregistre les voix des Rangers, pour les appeler en se faisant passer pour eux. Il veut semer la discorde entre eux et les pousser à se battre les uns contre les autres.
- Dates de diffusion :
  -  14 octobre 2017
  -  15 septembre 2017 sur Canal J / 6 septembre 2017 sur Gulli

### Épisode 17:Les aventures de Redbot
- N° de production : 848
- Titre original : The Adventures Of Redbot
- Résumé : Redbot a écrit un roman dans son blogue racontant les aventures réelles des Rangers et de lui-même combattant les Guerriers galactiques. Mais Levi tente de lui faire réalisé que le roman qu'il a écrit est inauthentique. Soudain, un monstre qui a intercepté la livraison des livres publiés de Redbot y a installé un dispositif qui pétrifiera tous ceux qui ont ces livres y compris les Rangers pour s'emparer de leurs étoiles de pouvoir. Redbot, insensible à sa magie, va pouvoir prouver qu'il est peut-être un vrai héros.
- Dates de diffusion :
  -  21 octobre 2017
  -  18 septembre 2017 sur Canal J / 19 septembre 2017 sur Gulli

### Épisode 18:Abrakadanger
- N° de production : 849
- Titre original : Abrakadanger
- Résumé : La Princesse Viera a envoyé aux Rangers, comme cadeau de remerciement, les étoiles de pouvoirs pour l'armure Lion de Feu et le Zord Lion de Feu ainsi qu'un ancien livre de magie et Preston sera chargé de son utilisation. Quant à Hayley, elle tenta de vaincre Victor à un match de tennis. Mais Preston, n'ayant pas consulté le livre à bonne escient, a malencontreusement rendu Hayley invisible.
- Dates de diffusion :
  -  28 octobre 2017
  -  18 septembre 2017 sur Canal J / 19 septembre 2017 sur Gulli

### Épisode 19:Coup de main
- N° de production : 850
- Titre original : Helping Hand (trad.litt : Coup de main)
- Résumé : Sarah s'est montrée dur devant sa mère qui a, sans avoir fait exprès, saccagée son overboard, alors qu'elle voulait l'aider pour son projet de mécanique. Mais Sarah ne tardera pas à réaliser qu'elle devra faire confiance et prêter main-forte à ceux qui lui son proche.
- Dates de diffusion :
  -  4 novembre 2017
  -  19 septembre 2017 sur Canal J / 20 septembre 2017 sur Gulli

### Épisode 20:Galvanax attaque
- N° de production : 851
- Titre original : Galvanax Attacks (trad.litt : Galvanax Attaque)
- Résumé : Le malheur est arrivé quand les étoiles ninja dans le labo ont été attrapées par le super aimant de Victor et Monty qui ont été embarqués sur le Bagarre au Drôme par Madame Odius sur ordre de Galvanax ayant ainsi obtenue leur butin. Il s'empare peu après des étoiles de pouvoir des Rangers. L'heure de la bataille finale des Rangers opposant Galvanax est arrivée, tandis que Madame Odius use du génie de Victor et Monty pour l’exécution de son plan secret. Les Rangers vont il parvenir à vaincre Galvanax sans leurs Étoiles de Pouvoirs Ninja à leurs dispositions ?
- Dates de diffusion :
  -  18 novembre 2017
  -  19 septembre 2017 sur Canal J / 20 septembre 2017 sur Gulli

### Épisode 21:Pilleur de tombe(Spécial Halloween)
- N° de production : 852
- Titre original : Grave Robber (trad.litt : Pilleur de tombe)
- Résumé : Les Rangers sont pris au piège à cause du jeu " Pilleur de tombe ", créé par Cosmo Royale. Seul Levi ne voulait pas jouer et rejoindra ses amis pour les aider.
- Dates de diffusion :
  -  7 octobre 2017
  -  31 octobre 2017 sur Canal J et Gulli

### Épisode 22:Voyage dans le temps(Spécial Noël)
- N° de production : 853
- Titre original : Past, Present, And Future (trad.litt : Passé, Présent et Futur)
- Résumé : Sarah est obligé de retourner dans le passé avec le Père Noël, pour sauver ses amis prisonniers d'un champ temporel créé par Cleocatra, la cousine de Cat O'Clock vu dans le 17e épisode.
- Dates de diffusion :
  -  2 décembre 2017
  -  24 décembre 2017 sur Canal J /  23 décembre 2017 sur Gulli